# Слап об Идрийци
Слап об Идрийци (на словенски: Slap ob Idrijci) е село в Словения, регион Горишка, община Толмин. Според Националната статистическа служба на Република Словения през 2015 г. селото има 244 жители.